# Odolný kmen
Odolný kmen (jiným názvem též Oni šlechtí člověka…?, anglicky „Breeds There a Man...?“) je vědeckofantastická povídka spisovatele Isaaca Asimova, která vyšla poprvé v červnu 1951 v časopise Astounding Science Fiction. Byla následně zařazena do povídkových sbírek, např. Through a Glass, Clearly (1967) a Nightfall and Other Stories (1969). Česky vyšla např. ve sbírce Sny robotů (1996). Jedním z témat povídky je vývoj štítu (na bázi silového pole) proti jaderným zbraním.

## Postavy
- Mankiewicz – policejní seržant
- Brown – policista, kolega Mankiewicze
- dr. Oswald Grant – vědec, jaderný inženýr
- inspektor Darrity
- Elwood Ralson – geniální vědec, jaderný inženýr
- dr. Gottfreid Blaustein – psychiatr
- Thaddeus Milton – historik
- Hal Ross – hlavní mechanik projektu protiatomového štítu
- dr. Lowe – jaderný inženýr

## Děj
Dr. Elwood Ralson, geniální vědec z jaderného institutu dospěje k přesvědčení, že lidstvo je druh vypěstovaný mimozemskou civilizací, která na něm provádí experimenty. V zaměstnání je uznáván pro jeho brilantní intuici, když dokáže velmi rychle vidět jednoduchá řešení zdánlivě náročných problémů. Jednoho dne je zadržen na policejní stanici, když se svěří seržantu Mankiewiczovi, že musí spáchat sebevraždu. Inspektor Darrity Ralsonovi po konzultaci s jeho bývalým kolegou dr. Grantem zařídí psychiatra – doktora Blausteina. Grant na dr. Blausteina vyvíjí tlak, aby se Ralson mohl co nejdříve vrátit ke své práci, pro projekt protiatomového štítu je nepostradatelný. Blaustein je obeznámen s některými fakty a také si vyslechne Ralsona, jenž trvá na svém přesvědčení. Vykresluje analogii mezi společenským pokrokem a růstem bakterií v misce, když mají vhodné živné prostředí. Ralson tvrdí, že hvězdy jsou vesmírné inkubátory, v nichž neznámá mimozemská civilizace pěstuje různé organismy. Dále argumentuje, že lidský pokrok přicházel ve vlnách, které musely být iniciovány zvenčí. Poslední vlnou měla být průmyslová revoluce, která dala lidstvu obrovský potenciál a zároveň se lidstvo stalo pro své experimentátory příliš nezvladatelné a nebezpečné. Vynález atomové zbraně má tedy podnítit vyhlazení lidské rasy. Dr. Blaustein si poznamená, že Ralson je přesvědčen, že mimozemšťané působí na jeho psychiku, aby spáchal sebevraždu, protože má schopnosti vynalézt protiatomové silové pole.
Pod psychiatrovým dohledem se mu to skutečně podaří, naškrábe na papír teoretické rovnice silového pole, které pak inženýři podle jeho zápisků zkonstruují. Pole je úspěšně odzkoušeno, u testů je přítomen jako pozorovatel i dr. Ralson, na němž je vidět značná fyzická sešlost. Krátce poté spáchá sebevraždu. Dr. Blaustein si již není tak jistý, že trpěl bludy, neboť ve stejnou chvíli nezávisle na Ralsonovi spáchal sebevraždu i Hall Ross, hlavní mechanik Institutu.

## Česká vydání
Česky vyšla povídka v následujících sbírkách nebo antologiích:
Pod názvem Odolný kmen:
- Sny robotů (Mustang 1996, Knižní klub 1996)[1]

Pod názvem Oni šlechtí člověka…?:
- Autor! Autor! (Polaris, 1998)